# اندیس فسخورد (باریت)
فسخورد (باریت) یک اندیس غیرفلزی است که در حوالی شهر صح استان اصفهان قرار دارد و مادهٔ معدنی موجود در آن، باریت است.  